# Milodraž
Milodraž (serbokroatisch-kyrillisch Милодраж) ist ein Dorf in der Gemeinde (Općina) Kiseljak.

## Geographie
Milodraž liegt zehn Kilometer an der linken Straßenseite, welche von Kiseljak zu Busovača führt. Die geostrategische Lage des Dorfes ist spezifisch, da es sich ungefähr in gleicher Entfernung zu Kiseljak, Busovača, Fojnica und Visoko befindet.

## Milodraž im Mittelalter
Trotz spannender Informationen im Zusammenhang mit dem Aufenthalt bosnischer Herrscher ist nicht vollständig klar, was im Mittelalter der Begriff Milodraž bedeutete. Es wurden keine archäologischen Ausgrabungen durchgeführt und weil sichtbare materielle Reste fehlen, wird angenommen, dass Milodraž die vorübergehende Sommerresidenz der bosnischen Herrscher war. Dessen Struktur war nicht aus Stein, sondern eher aus Holz und beweglichen Zelten bestand, von denen es keine erhaltenen Spuren gibt.
Das erste Mal wurde Milodraž am 18. August 1421 als Ausstellungsort einer Urkunde von Tvrtko II. gegenüber Dubrovnik erwähnt, in welcher die Urkunden seiner Vorgänger bestätigt.
Mit dem Gebiet von Milodraž werden zwei königliche Hochzeiten in Verbindung gebracht:
- Im Sommer 1428 schloss Tvrtko II. mit der ungarischen Prinzessin Garai Dorottya (bosnisch, kroatisch: Doroteja Gorjanska) und Cousine von Sigismund von Luxemburg die Ehe
- Im Frühling 1446 heiratete Stjepan Tomaš Katarina Kosača-Kotromanić, Tochter des Herzogs Stjepan Vukčić Kosača

Die Ahdnama von Fojnica wurde hier 1463 herausgegeben. Außerdem ereignete sich in Milodraž das Treffen zwischen dem Franziskaner Anđeo Zvizdović und Mehmed II.